# 로버트 캐러딘
로버트 캐러딘(Robert Carradine, 1954년 5월 24일 ~ )은 미국의 배우이다.

## 출연 작품

### 영화
- 11인의 카우보이 (1972)
- 장고: 분노의 추적자 (2012) - 트랙커 역
- 연방 보안관: 제임스 맥코드 (2017, Justice)

### 텔레비전
- 보난자 (1971)
- 쿵후 (1972)